# Jan Volf (diplomat)
Jan Volf (též Jan Volf-Olbramovický, 21. listopadu 1883 Olbramovice u Znojma – 27. srpna 1919 Kyjev) byl český obchodník dlouhodobě žijící a působící v tehdy ruském Kyjevě a významný člen zdejší buňky tzv. Prvního československého odboje. Po roce 1915 se jako se zasadil o vznik československých legií v Rusku a stal se spolupracovníkem skupiny okolo Tomáše Garrigue Masaryka usilující o vznik samostatného Československa. Roku 1919 byl v Kyjevě zatčen bolševickými úřady a v srpnu téhož roku popraven.

## Život

### Mládí

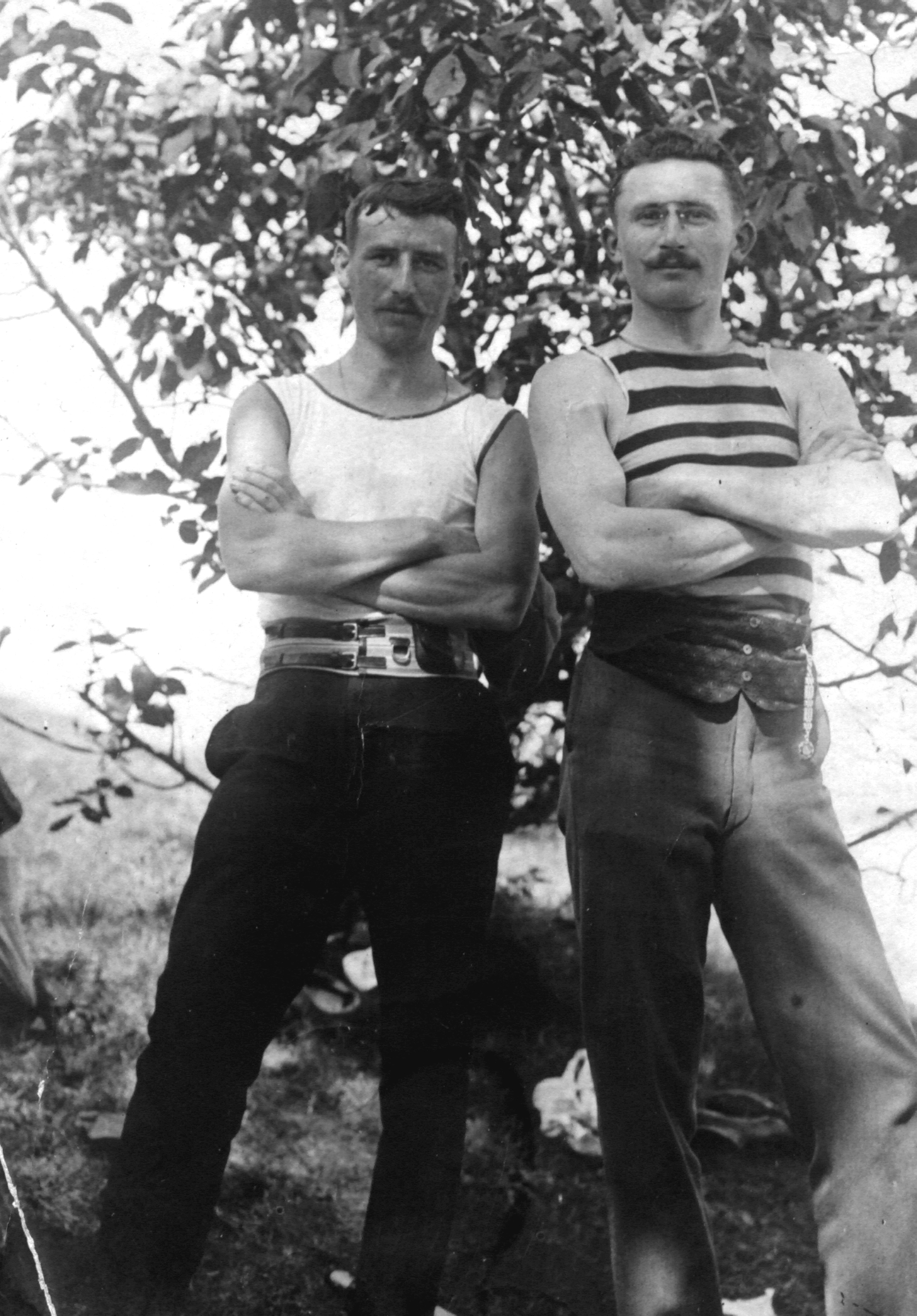
Jan Volf

Narodil se v městečku Olbramovice nedaleko Znojma. Absolvoval obchodní vzdělání, krátce pracoval v Cyrilometodějské záložně v Brně. Roku 1904 se obchodně přestěhoval do Kyjeva na tehdejším území Ruského impéria. Působil zde jako zástupce firmy prodávající kosy. Následně se zde vypracoval a získal respektované postavení. Rovněž byl činný ve zdejší spolkové činnosti zdejší české krajanské komunity: byl členem kyjevského (jako dříve brněnského) Sokola, spolku Jan Amos Komenský a dalších. Pod jménem Jan Volf-Olbramovický přispíval také do krajanského tisku Ruský Čech.

### První československý odboj v Rusku
Poté, co roku 1914 vyhlásilo Rusko válku Rakousku-Uhersku, v reakci na jeho napadení Srbska, Volf spoluorganizoval krajanské setkání 29. července 1914 v Kyjevě, kde vystoupil jako jeden z podpůrců myšlenky československé nezávislosti. Stal se členem výboru tamního Českého výboru pro pomoc obětem vojny v Kyjevě, spolku mající za cíl pomáhat zajatým českým a slovenským vojákům rakousko-uherské armády. Tento spolek začal zároveň provádět přípravy na formování jednotek Čechů a Slováků bojujících za vznik vlastního národního státu. Následná koordinace s dalšími krajanskými centry zajistila vznik České družiny, dobrovolnického praporu československých legií v ruské armádě. Dlouhodobě podporoval koncepci vzniku Československé republiky, prosazované skupinou okolo T. G. Masaryka, a nikoliv zřízení slovanské monarchie na základně carofilních tendencí. Volf se věnoval především finančnímu řízení organizace.
Roku 1916 stal členem Svazu československých spolků na Rusi, jehož předsedou se v dubnu toho roku stal Josef Dürich a hlavní aktivity čs. odboje na Rusi se přesunuly do Kyjeva. Volf zde setrval i za komplikovaných okolností přerušení spolupráce Masarykovy skupiny s Dürichem, kdy se předsedou spolku stal v Petrohradu usídlený Bohumil Čermák. Volf pak v Kyjevě zastával de facto pozici českého konzula. V rámci příprav vyhlášení československé samostatnosti se zabýval organizací státních financí, mj. prosazoval zavedení tzv. revoluční daně pro znovuobnovení hospodářství země po válečné hospodářské krizi.
V listopadu 1917 proběhl v Ruském impériu socialistický převrat a vládu nad zemí přebrala bolševická vláda v Moskvě, v březnu 1918 pak došlo k uzavření separátního míru v Brestu-Litevském mezi mocnostmi Trojspolku se sovětskou vládou. Volf se s jednotkami československých legií v Rusku přesunul z Kyjeva dále na východ k absolvování tzv. Sibiřské anabáze. Ještě v létě 1918 se ale do německou armádou okupovaného Kyjeva tajně vrátil, aby se vrátil ke své tamější práci. Po vzniku Československa 28. října 1918 působil de facto jako československý konzul v Kyjevě.

### Věznění a poprava
Po stažení německých sil z Ukrajiny a příchodu sovětské Rudé armády generála Děnikina byl Volf označen na základě udání českých bolševiků za zahraničního agenta (bolševická vláda československý stát tehdy oficiálně neuznávala) a vězněn v pracovních táborech. 27. srpna 1919 byl pak v Kyjevě na základě vznesených obvinění popraven zastřelením.

## Odkazy

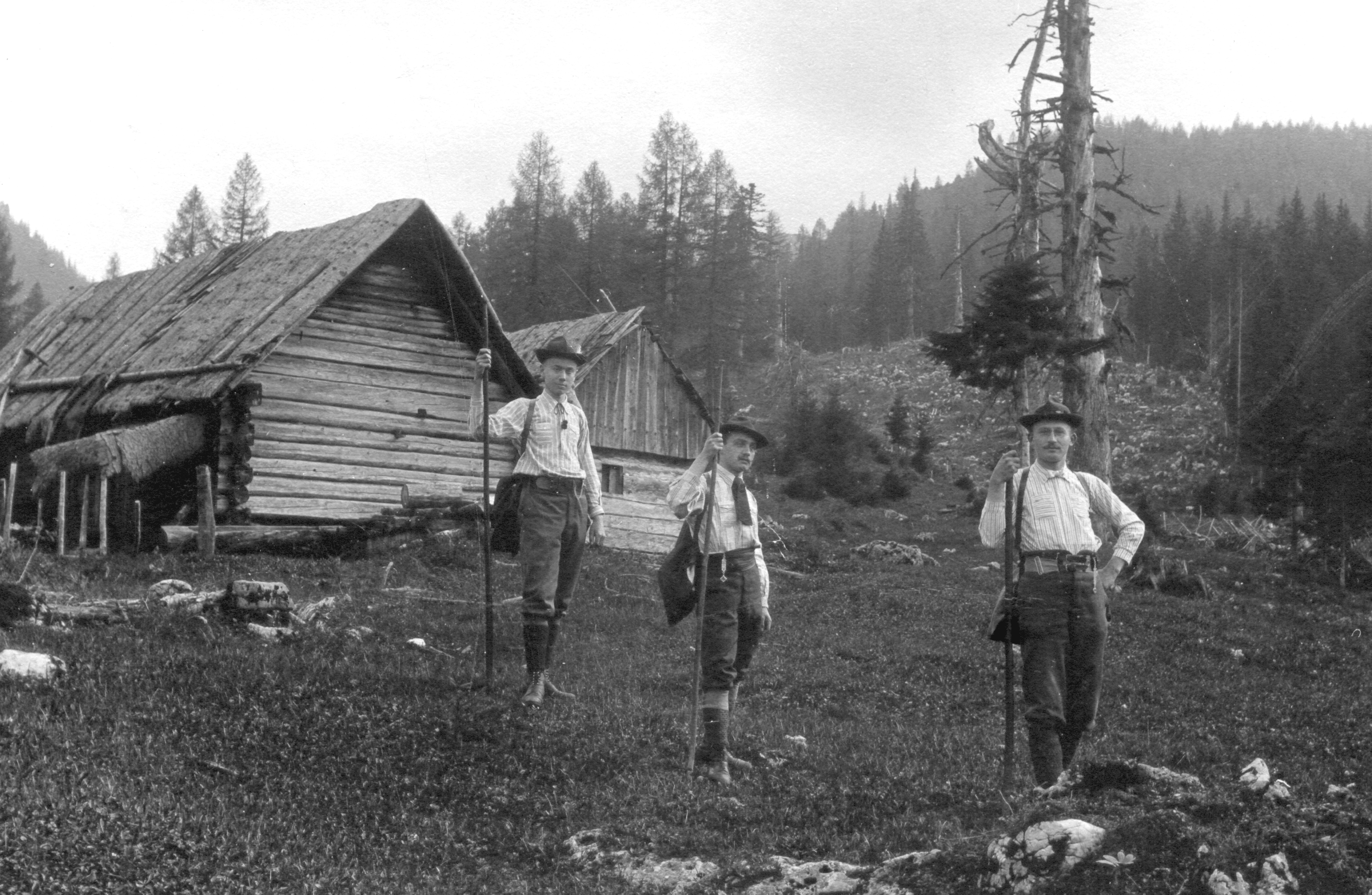